# Pietralata (filme)
Pietralata (em italiano, Pietralata) é um filme italiano de 2008, de gênero dramático, dirigido pelo cineasta Gianni Leacche.
O filme nasceu como protesto contra as companhias cinematográficas e foi feito no bairro homónimo de Roma.

## Sinopse
O bairro Pietralata fica ao leste de Roma onde Edoardo e Giancarlo, atores e velhos amigos, reencontram-se depois de muitos anos, querendo continuar no caminho artístico. Mas logo decepcionam-se pela ineficiência do cinema e de seu marketing: Edoardo cai numa profunda depressão, e a família de Giancarlo queria que ele tenha um serviço certo de taxista.
A situação dos dois amigos é, em parte, aliviada por duas mulheres: Lucrezia e Francesca.